# 大洗春祭り 海楽フェスタ
大洗春祭り 海楽フェスタ（おおあらいはるまつり かいらくフェスタ）は、茨城県東茨城郡大洗町で2012年から毎年3月に行われている祭である。

## 概要
「元気です大洗!」「がんばろう大洗!」をテーマに、大洗高校マーチングバンド部「BLUE-HAWKS」の演奏、模擬店、物産展、大洗町が舞台のアニメ『ガールズ&パンツァー』の声優によるトークショーなどの盛りだくさんのイベントを開催。

## 歴史
- 2012年 - 大洗町は2011年に発生した東日本大震災で産業に大きなダメージを受けた。そんな町を元気づけ、復興をアピールする趣旨で誕生したのが「大洗春まつり 海楽フェスタ」であり、3月11日の東北地方太平洋沖地震からほぼ1年後の3月25日に大洗マリンタワー前広場で初めて開催された。祭りでは商店街による模擬店や、大洗高校マーチングバンドの演奏、カジキマグロの解体ショー、ご当地プロレスラーのオーアライダーのデビュー戦などが催された[1][2][3]。
- 2013年 - 第2回を3月24日に開催。この年より大洗町を作品の舞台にしているアニメ『ガールズ＆パンツァー（ガルパン）』関連のイベントが催されるようになり、作品のファンが多数訪れるようになる[4]。来場者数は約5万人[5]。『ガルパン』関連企画を町内の祭りに組み込むことは、前年2012年11月16日の大洗あんこう祭で実施されていたが、今回の海楽フェスタでは商店街に同作登場キャラクターのパネル54体分を設置し探し出してもらう『街中かくれんぼ』を実施するなどして、ファンの楽しみを拡げた。商店街の関係者はこの年の海楽フェスタから町民に『ガルパン』への理解が進み、また『街中かくれんぼ』の成功で普通の商店にもファンが訪れるようになった、と述べている[6]。

- 2014年 - 第3回を3月29日に前夜祭、翌30日に本祭を開催。前夜祭では花火大会が催された[7][8][9]。来場者数は29日が約2万人、30日が約5万人[5]。前夜祭からの参加者の為には、町内の日帰り温泉施設の「潮騒の湯」と町営の健康ランド「大洗町健康福祉センター ゆっくら健康館」が臨時の宿泊場所として開放されている[10]。
- 2015年 - 第4回を3月15日に開催し、夜には花火大会を開催した[11]。来場者数は約5万人[5]。
- 2016年 - 第5回を3月20日に開催。この年はリーダーのNAOIが大洗町出身のロックバンド「B×A×G（ビーエージー）」が作詞・作曲・歌唱の「大洗町の唄」の完成記念イベントや、蝶野正洋の大洗大使任命式なども催された[12][13][14]。来場者数は約8万人[5]。
- 2017年 - 第6回を3月19日に開催。来場者数は約8万人[15]。
- 2018年 - 第7回を3月18日に開催。来場者数は約8万人。
- 2019年 - 第8回を3月17日に開催。来場者数は約6万人。
- 2020年 - 3月15日に開催される予定だったが、新型コロナウイルス流行の影響により延期[16]（事実上の中止）。
- 2021年 - 3月14日に開催される予定だったが、前年同様新型コロナウイルス流行の影響[17]により、日程が5月16日に延期されたが、新型コロナウイルス感染の再拡大により再度延期された[18]（前年に続き事実上の中止）。
- 2022年 - 当初は3月13日に開催と発表されていた[19]が、新型コロナウイルス流行の影響により6月19日に延期され約3年ぶりに開催。来場者数は1万人と前回より減少している[20] 。なお『ガルパン』関連イベントは、同作の公式・公認グッズの展示即売会「ガルパン ミニミニホビーショー」も含め実施されなかった[21]。
- 2023年 - 3月12日開催。前年に続き、『ガルパン』関連イベントは一切実施されなかった。来場者数は前回同様1万人[22]。
- 2024年 - 3月17日に開催[23]。『ガルパン』関連イベントも5年ぶりに実施された[24][25]。来場者数は約4万人と報じられた[26]。
- 2025年 - 3月16日に開催される予定だったが[27]、荒天が予想されるとして、前日に中止が発表された[28]。なお『ガルパン』関連イベントとしては、代替として同日に出演声優による生配信が行われた[29][30]。
- 2026年 - 3月15日に開催予定[31]。

大洗春祭り 海楽フェスタ2023
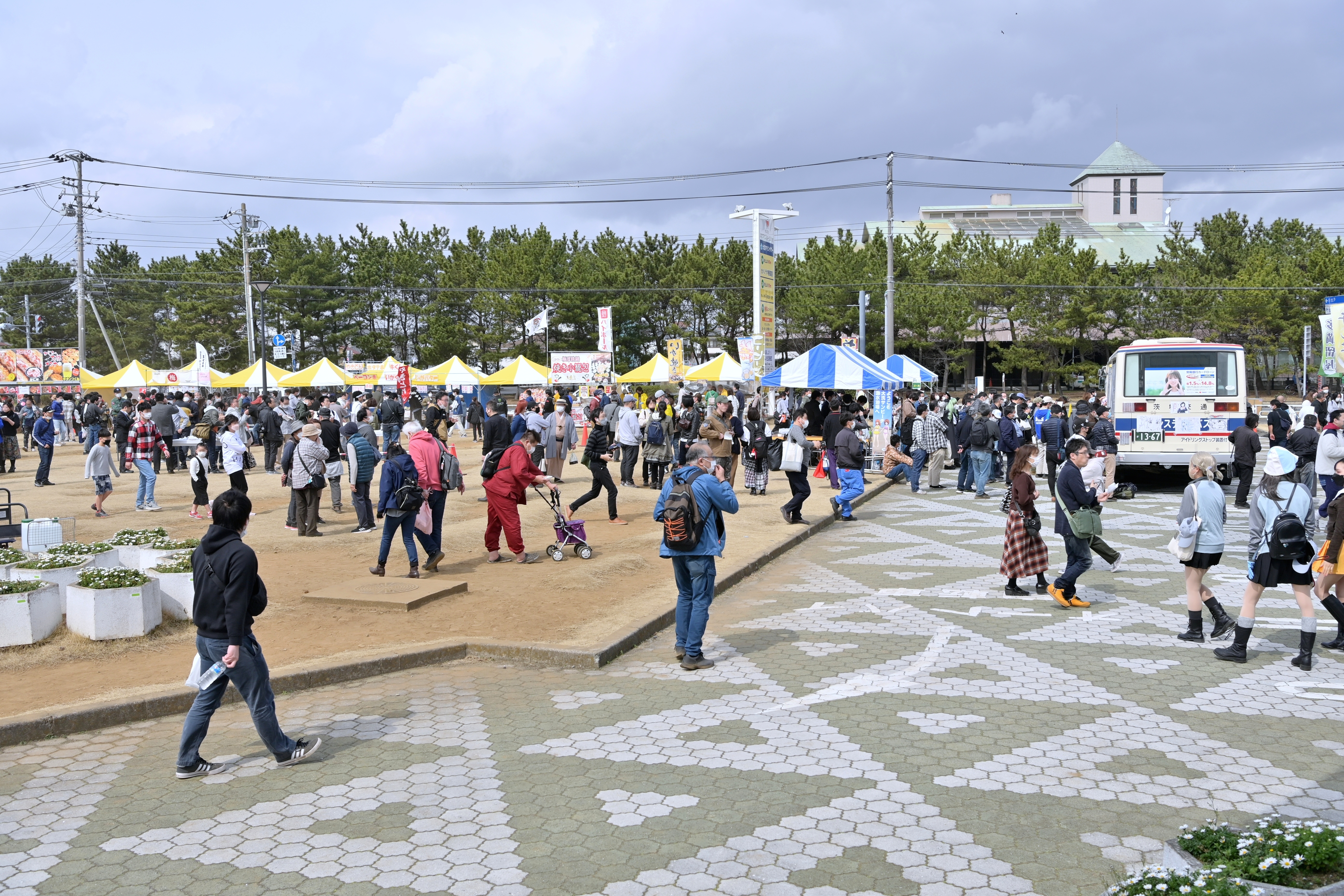
イベント会場の様子
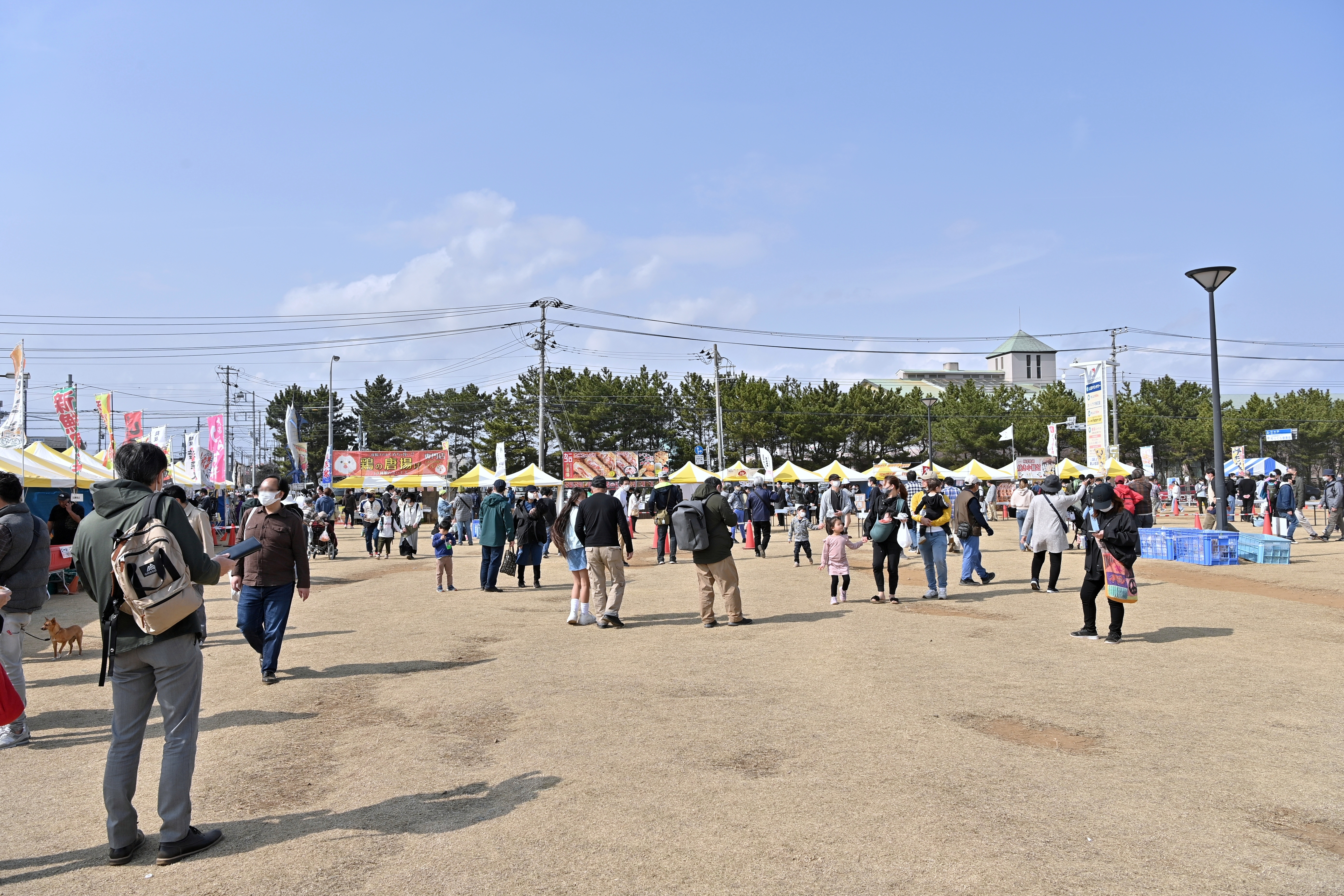
大洗町商店街の 模擬店会場のにぎわい
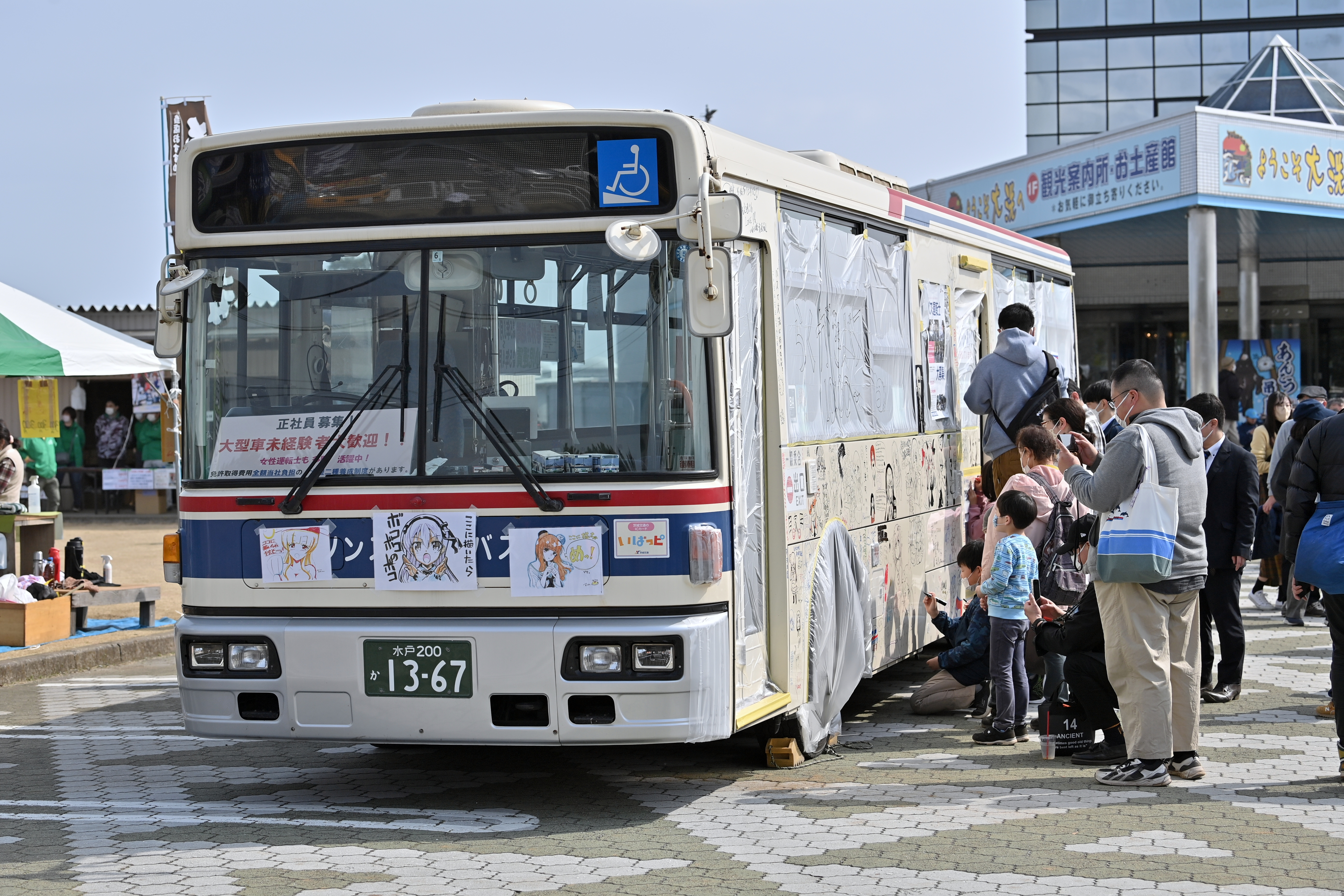
茨城交通による 「らくがきバス」イベント
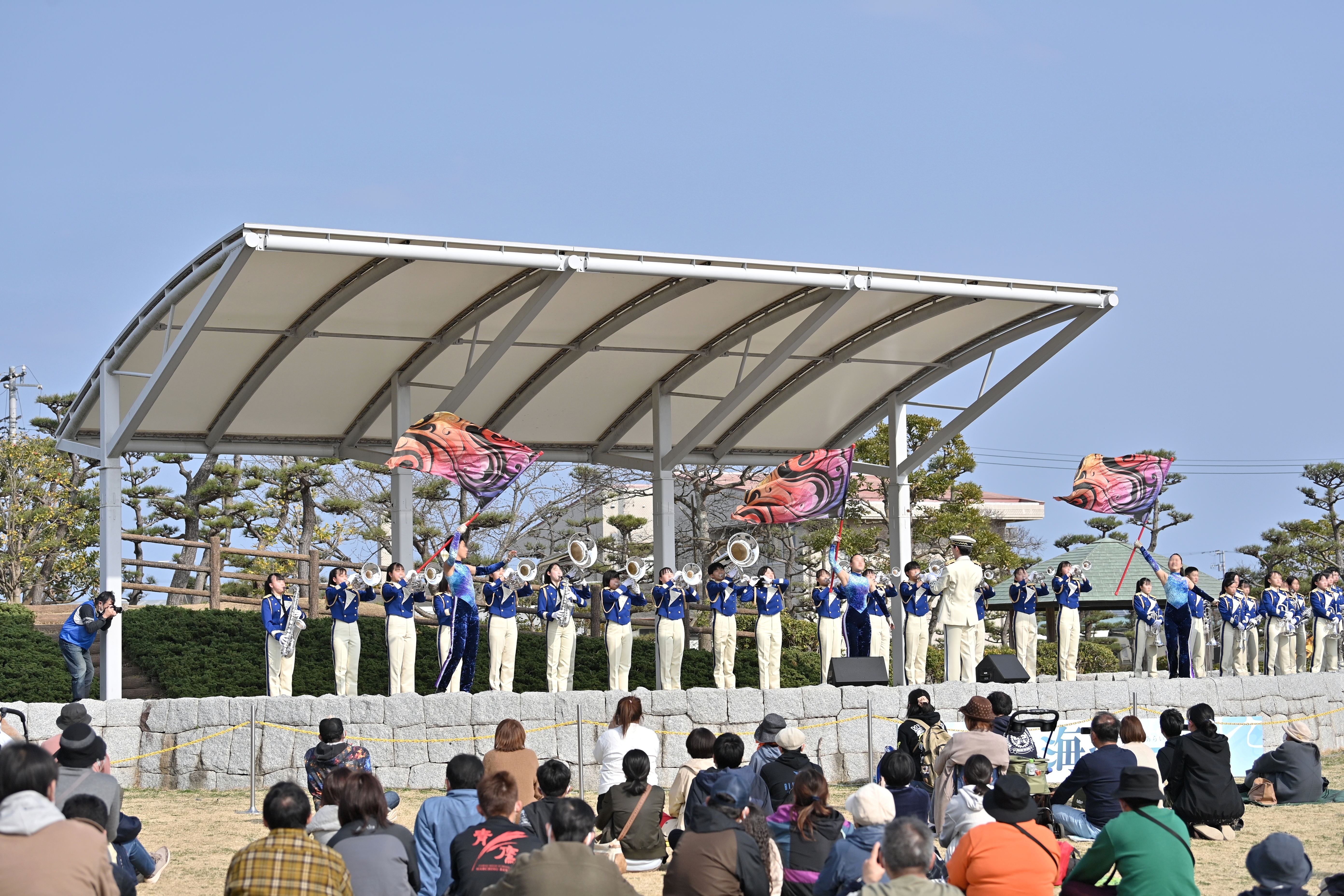
ステージイベント会場にて、 大洗高校マーチング バンド部による演奏

## 花火大会
2014年の第3回の前夜祭から行われていた。花火の発射合図とアナウンスは『ガールズ&パンツァー（ガルパン）』の声優陣によって行われ、創造花火では「あんこう花火」（『ガルパン』の作品内に登場するあんこうマークをかたどったもの）が打ち上げられた。
2015年の第4回からは本祭のフィナーレイベントで行われるようになり、2017年の第6回まで行われ、2018年は開催当日夕刻に町民会館（現・トヨペット スマイルホール大洗）で『ガルパン』の音楽イベント『「ガールズ＆パンツァー 劇場版」シネマティックコンサート』が開催された関係で行われず、以降も実施されていない。

## アクセス
- 『アクセス』を参照。